# У пустелі
In the desert

I saw a creature, naked, bestial,

Who, squatting upon the ground,

Held his heart in his hands,

And ate of it.

I said, “Is it good, friend?”

“It is bitter—bitter,” he answered;

“But I like it

“Because it is bitter,

“And because it is my heart.”
У пустелі

Зустрів я істоту голу, гидотну,

Що, на землі скоцюрбившись,

В руках тримала власне серце

І його жерла.

(…)
Уривок із перекладу Ясена Колесника
«У пустелі» (англ. In the Desert) — вірш Стівена Крейна зі збірки «Чорні вершники та інші рядки», написаний 1895 року. Це третій із 56 коротких віршів, опублікованих у зібрці.

## Критика
Вірш «У пустелі» показує неоднозначний стан розуму, але утверджує позицію спрямовану до Бога та Всесвіту. У цьому творі для читача нема вказівки на конкретний гріх, натомість Крейн показує, що людська природа є гріховною та зіпсутою за своєю суттю. Вірш також відіграє роль прикладу схильності Крейна виголошувати універсальну правду, а отже й до використання ним абстракцій, дещо розбавлених його алегоріями та параболами. Крейн використовує тільки двох персонажів — мовця та істоту, і обидва персонажі є загальними, підкоряються наративу, не мають індивідуальних рис.
Джозеф Кац (англ. Joseph Katz) вважає, що «У пустелі» показано взаємодію між основним персонажем, який розповідає про подію («У пустелі / Зустрів я істоту голу, гидотну») та другою дійовою особою, позиція якої є менш важлива. Основний персонаж займає домінантну роль над «істотою».
На думку Макса Кавіча (англ. Max Cavitch) вірш «У пустелі» заслуговує на постійне місце в американській літературі, поруч із його збіркою «Чорні вершники та інші рядки».